# Христос и богатый юноша
Христос и богатый юноша — один из эпизодов синоптических евангелий. Содержит в себе притчу о верблюде и игольном ушке. 

## Сюжет
К Иисусу Христу, во время его странствия, подбегает некий богатый по виду юноша и спрашивает о спасении. Иисус отвечает, но ответ не устраивает юношу, он удаляется с печалью. После этого Христос говорит ученикам о трудности спасения для богатых, аллегорически сравнивая таковое с верблюдом, проходящим через игольные уши.
| Полный текст (синодальный перевод) | Полный текст (синодальный перевод) | Полный текст (синодальный перевод) |
| По Матфею (глава 19) | По Марку (глава 10) | По Луке (глава 18) |
| --- | --- | --- |
| 16 И вот, некто, подойдя, сказал Ему: Учитель благий! что сделать мне доброго, чтобы иметь жизнь вечную?                                                                    | 17 Когда выходил Он в путь, подбежал некто, пал пред Ним на колени и спросил Его: Учитель благий! что мне делать, чтобы наследовать жизнь вечную?                                                         | 18 И спросил Его некто из начальствующих: Учитель благий! что мне делать, чтобы наследовать жизнь вечную?                                                            |
| 17 Он же сказал ему: что ты называешь Меня благим? Никто не благ, как только один Бог.                                                                                      | 18 Иисус сказал ему: что ты называешь Меня благим? Никто не благ, как только один Бог. | 19 Иисус сказал ему: что ты называешь Меня благим? никто не благ, как только один Бог;                                                                               |
| Если же хочешь войти в жизнь вечную, соблюди заповеди. | | |
| 18 Говорит Ему: какие? Иисус же сказал: не убивай; не прелюбодействуй; не кради; не лжесвидетельствуй; 19 почитай отца и мать;                                              | 19 Знаешь заповеди: не прелюбодействуй, не убивай, не кради, не лжесвидетельствуй, не обижай, почитай отца твоего и мать.                                                                                 | 20 знаешь заповеди: не прелюбодействуй, не убивай, не кради, не лжесвидетельствуй, почитай отца твоего и матерь твою.                                                |
| и: люби ближнего твоего, как самого себя. | | |
| 20 Юноша говорит Ему: всё это сохранил я от юности моей; чего еще недостает мне?                                                                                            | 20 Он же сказал Ему в ответ: Учитель! всё это сохранил я от юности моей. | 21 Он же сказал: все это сохранил я от юности моей. |
| 21 Иисус сказал ему: если хочешь быть совершенным, пойди, продай имение твое и раздай нищим; и будешь иметь сокровище на небесах; и приходи и следуй за Мною.               | 21 Иисус, взглянув на него, полюбил его и сказал ему: одного тебе недостает: пойди, всё, что имеешь, продай и раздай нищим, и будешь иметь сокровище на небесах; и приходи, последуй за Мною, взяв крест. | 22 Услышав это, Иисус сказал ему: еще одного недостает тебе: все, что имеешь, продай и раздай нищим, и будешь иметь сокровище на небесах, и приходи, следуй за Мною. |
| 22 Услышав слово сие, юноша отошел с печалью, потому что у него было большое имение.                                                                                        | 22 Он же, смутившись от сего слова, отошел с печалью, потому что у него было большое имение. | 23 Он же, услышав сие, опечалился, потому что был очень богат. |
| 23 Иисус же сказал ученикам Своим: истинно говорю вам, что трудно богатому войти в Царство Небесное;                                                                        | 23 И, посмотрев вокруг, Иисус говорит ученикам Своим: как трудно имеющим богатство войти в Царствие Божие!                                                                                                | 24 Иисус, видя, что он опечалился, сказал: как трудно имеющим богатство войти в Царствие Божие!                                                                      |
| | 24 Ученики ужаснулись от слов Его. Но Иисус опять говорит им в ответ: дети! как трудно надеющимся на богатство войти в Царствие Божие!                                                                    | |
| 24 и еще говорю вам: удобнее верблюду пройти сквозь игольные уши, нежели богатому войти в Царство Божие.                                                                    | 25 Удобнее верблюду пройти сквозь игольные уши, нежели богатому войти в Царствие Божие. | 25 ибо удобнее верблюду пройти сквозь игольные уши, нежели богатому войти в Царствие Божие.                                                                          |
| 25 Услышав это, ученики Его весьма изумились и сказали: так кто же может спастись?                                                                                          | 26 Они же чрезвычайно изумлялись и говорили между собою: кто же может спастись? | 26 Слышавшие сие сказали: кто же может спастись? |
| 26 А Иисус, воззрев, сказал им: человекам это невозможно, Богу же всё возможно.                                                                                             | 27 Иисус, воззрев на них, говорит: человекам это невозможно, но не Богу, ибо всё возможно Богу. | 27 Но Он сказал: невозможное человекам возможно Богу. |
| 27 Тогда Петр, отвечая, сказал Ему: вот, мы оставили всё и последовали за Тобою; что же будет нам?                                                                          | 28 И начал Петр говорить Ему: вот, мы оставили всё и последовали за Тобою. | 28 Петр же сказал: вот, мы оставили все и последовали за Тобою. |
| 28 Иисус же сказал им: истинно говорю вам, | 29 Иисус сказал в ответ: истинно говорю вам: | 29 Он сказал им: истинно говорю вам: |
| что вы, последовавшие за Мною, — в пакибытии, когда сядет Сын Человеческий на престоле славы Своей, сядете и вы на двенадцати престолах судить двенадцать колен Израилевых. | | |
| 29 И всякий, кто оставит домы, или братьев, или сестер, или отца, или мать, или жену, или детей, или земли, ради имени Моего,                                               | нет никого, кто оставил бы дом, или братьев, или сестер, или отца, или мать, или жену, или детей, или земли, ради Меня и Евангелия,                                                                       | нет никого, кто оставил бы дом, или родителей, или братьев, или сестер, или жену, или детей для Царствия Божия,                                                      |
| получит во сто крат | 30 и не получил бы ныне, во время сие, среди гонений, во сто крат более домов, и братьев и сестер, и отцов, и матерей, и детей, и земель,                                                                 | 30 и не получил бы гораздо более в сие время, |
| и наследует жизнь вечную. | а в веке грядущем жизни вечной. | и в век будущий жизни вечной. |
| 30 Многие же будут первые последними, и последние первыми. | 31 Многие же будут первые последними, и последние первыми. | |

## Общее толкование
Эпизод с богатым юношей считается одним из самых загадочных во всём Евангелии. Неизвестны личность юноши, его мотивы, его дальнейшая судьба. Да и смысл ответа Христа также не вполне ясен. Некоторые толкователи дают общее толкование для всего эпизода. Некоторые толкуют подробно, по фрагментам.
Основной посыл этого евангельского фрагмента — порицание богатства. Такое понимание у большинства толкователей, иногда с точностью до деталей. При этом возможны различные нюансы: что считать богатством, вредно ли само богатство или только привязанность к нему и тому подобное.
Второе, что многие толкователи видят здесь, — это свидетельство Христа о своей природе, когда его называют благим, а он отказывается. Третье — это заповеди закона, сообщённые юноше: почему они, почему в таком порядке. Так же сам образ юноши является неоднозначным. 
Здесь приведено несколько особых мнений, выделяющихся на фоне остальных. Далее идёт сравнение толкований по фрагментам.

### Феофилакт Болгарский
Даёт образное общее толкование. Под имением, которое юноше нужно раздать, он понимает грехи человека: «у гневливого — это его гнев, у прелюбодея — его прелюбодейная склонность, у злопямятного — его памятозлобие» и так далее. А под бедными понимает демонов, «у которых нет ничего доброго». То есть надо вернуть свои страсти виновникам страстей, и тогда «будешь иметь сокровище, то есть Христа, на небе, то есть в своём уме, поднявшемся на высоту».
Завершает толкование этого эпизода Феофилакт словами: «Ты можешь иметь внутри себя небо, если станешь таким, каков Тот, Кто превыше всех небес».

### Иларий Пиктавийский
Предлагает довольно интересное толкование. Он считал юношу образом всего иудейского народа, получившего богатое наследие — закон Моисея — и возгордившегося им до того, что в нём одном стал видеть своё спасение. Христос же приводит цитату из того же закона, чтобы юноша, сопоставив свою жизнь со строгими требованиями закона, пришёл к осознанию своего бессилия. Но самонадеянный юноша представляет себя совершенно правым перед законом, поэтому Христос предлагает ему радикальное и болезненное средство — отдать богатство нищим, то есть отдать закон язычникам, — а самому последовать за Христом. Но пристрастившийся юноша, олицетворяющий иудейский народ, оставил Бога вместо богатства.
Поэтому-то Христос и сказал аллегорически, что смиренному язычнику при его повиновении, похожем на повиновение верблюда, гораздо удобнее войти в Царствие Божие, нежели гордящемуся своим богатством иудею.

## Юноша
Эпизод начинается с того, что некий юноша подходит ко Христу и спрашивает, как ему спастись. При этом юношей он назван только у Матфея. У Марка подошедший не назван никак. Лука назвал его только начальником (греч. αρχων, «архон»), но неизвестно над чем. Лопухин приводит мнение, что некоторые считали юношу одним из начальников иерусалимского синедриона и отождествляли его с воскрешённым Лазарем. Однако, наиболее вероятно, как он пишет, что юноша был начальником местной синагоги. По крайней мере, уверен Лопухин, юноша точно был наслышан о Христе, это видно из его обращения.
М. В. Барсов делит толкователей на два рода по мнению о юноше и его намерениях. К первому роду он относит считавших юношу человеком пытливым, высокомерным и хвастливым. Ко второму роду — считавших юношу сравнительно честным, имевшим искреннее желание знать о спасении и утверждавшего правду о сохранении им заповедей.
Первого рода толкователи — это, по его словам, все известные на западе толкователи, а именно: Иларий Пиктавийский, Амвросий Медиоланский, Иероним Стридонский и Аврелий Августин. Второго рода толкователи — это все известнейшие толкователи восточные: Климент Александрийский, Василий Великий, Иоанн Златоуст, Феофилакт Болгарский и Евфимий Зигабен. Фрагменты трудов указанных толковников Барсов приводит в своём сборнике. При этом интересны мнения лишь некоторых из них, так как многие повторяют друг друга.
Иларий Пиктавийский считал юношу образом всего иудейского народа, получившего богатое наследие — закон Моисея — и возгордившегося им до того, что в нём одном стал видеть своё спасение, а не в Боге. Амвросий Медиоланский изъясняет аналогично Иларию, но не так образно: в юноше он видит просто иудейского законника, надмевавшегося своим законом, и спрашивавшего Христа с одними лишь пытливыми видами. Иероним Стридонский изъясняет буквально. В юноше он видит гордого и суетного человека. Его вопрос: «Какие?» он толкует как хитрую уловку, чтобы, прикинувшись человеком, не знающим заповедей, спровоцировать Христа сказать что-нибудь противное Богу. На слова юноши о том, что он всё сохранил, Иероним пишет: «ложь говорит юноша», обосновывая это его печалью после ответа Христа.
Василий Великий считал юношу и законника разными людьми в отличие от Иеронима Стридонского. Юноша, по его мнению, спрашивал здраво, но принимал не благопокорно, в этом проявилась его двойственность. С одной стороны юноша достоин похвалы за намерения, за признание Христа и игнорирование мнения фарисеев. С другой — он весьма жалок и в безнадёжном состоянии, объят страстью «богатолюбия». Климент Александрийский считал, что юноша был спокоен и искренне уверен в соблюдении всех заповедей закона, но, в то же время, чувствовал некоторый недостаток этого закона, его зыбкость, поэтому обратился ко Христу с вопросом.
Иоанн Златоуст достаточно подробно опровергает мнение о том, что юноша подошёл ко Христу якобы для искушения, с недобрыми намерениями. Он называет юношу сребролюбцем и невольником богатства, но не укоряет его в лукавстве, ссылаясь на слова евангелиста Марка о любви Христа к юноше. Златоуст, намекая на притчу о горчичном зерне, пишет, что благие намерения юноши были заглушены терниями сребролюбия, несмотря на величие и силу этих намерений, проявившихся, по мнению святого, в настойчивом интересе к заповедям. Проще говоря, юноша настолько хотел спастись, что предполагал, что и закона мало, что существуют ещё что-нибудь.
Феофилакт делает предположение, что юноша тот был скорее всего сребролюбец, любостяжательный и желал вечной жизни в земном понимании, в противовес Златоусту, считавшему, что юноша желал истинной вечной жизни. При этом юноша был одержим страстью богатства. Он приступил ко Христу, по мнению Феофилакта, как к простому учителю, на что и получил обличение. Но сам факт, что приступил, говорит, по его мнению, о желании большей добродетели.

## «Никто не благ»
Эта фраза в ответе Христа, по мнению Феофилакта, имеет цель вскрыть противоречие в словах юноши и одновременно преподать ему урок. Противоречие было в обращении: юноша назвал Иисуса учителем и благим одновременно. Но первое обращение подобает учителям Израиля, а второе — только Богу. Урок же заключён в обличении очевидной лести со стороны юноши и указании на единственный источник благости. Так Христос показал, что к Нему не следует подходить как к человеку, а только как к Богу.
Архиепископ Лука выразил мнение, что Христос сознательно скрывал свою божественность от людей до времени, чтобы не соблазнять их, хотя и привёл для сравнения другой эпизод, когда Христос не запретил Нафанаилу называть Его Сыном Божьим (Ин. 1:49).
Лопухин толкует этот стих так, что Христос внешне возражая юноше, на самом деле соглашается с ним. Другими словами, это «прикровенное чрезвычайно тонкое, почти незаметное для окружающих» свидетельство Христа о равенстве Богу Отцу.
Интересно объяснение современного католического богослова Брента Питре (Brant Pitre). Он считает, что само обращение юноши ко Христу как к «благому» говорит о подсознательом понимании им божественной природы Христа. Последний далее сознательно отвечает противоречиво, чтобы натолкнуть юношу на размышления. Таким способом Христос предлагает юноше и слушателям самостоятельно решить, кто Он. Далее, если Христос не благой (в английской версии KJV: «good» — дословно «хороший»), то за ним нельзя следовать. Таким образом, Христос как бы говорит юноше, что тот должен довести свои мысли до логического конца и признать учителя Богом. Это в общем совпадает с толкованием Феофилакта.

## Соблюдение заповедей
Христос отсылает юношу к заповедям закона, чтобы иудеи не могли обвинить Его в презорстве этого закона. Порядок заповедей тоже важен. Феофилакт пишет, что сначала закон запрещает то, во что люди легко впадают, затем только то, во что впадают немногие или нечасто. Наконец верх всего — нестяжательность. Юноше сказано отдать всё и самому стать неимущим и последовать за Христом, потому что и нестяжательности мало — нужно во всех отношениях, во всём следовать за Христом. И исполнение заповедей закона, по словам Феофилакта, это только по-иудейски, а быть совершенным означает быть учеником Христа, то есть христианином.
Так как юноша был богатым, то Иисус разговаривает с ним как с богатым, то есть обещает ему сокровище на небесах вместо сокровища земного. Печаль юноши, как уже было замечено, указывает на его благонамеренность.
Александр Мень пишет, что Христос намеревался сделать юношу апостолом, поэтому повелел всё раздать. Другим людям Христос не предлагал этого, значит, бедность вовсе не являлась обязательным условием спасения. Тем не менее, как пишет Мень, «Иисус часто говорил об опасности стяжания, Он видел зло не в самом имуществе, а в порабощении сердца».
Василий Кинешемский замечает, что не только порядок заповедей изменён, но некоторые из них опущены, а именно, первые четыре заповеди, говорящие об отношении человека к Богу. Это сделано намеренно, так как юноша был несомненно религиозен и не нуждался в напоминании об исполнении своих религиозных обязанностей. Христос напомнил ему об опасностях, подстерегающих юношу в силу возраста, прежде всего о прелюбодеянии. Эта заповедь следует первой в версии Марка. Господь также обличает юношу в его тайном пороке — привязанности к богатству, которая отвлекала его от самоотверженного служения Богу. Его праведность, как пишет епископ Василий, была не выше фарисейской. Поэтому, когда он был поставлен перед выбором, кому служить: Богу или маммоне, он выбрал маммону.
По Лопухину, юноша ожидал от Христа сведения о новых заповедях, неизвестных ему ранее, подобных нагорной проповеди, отсюда его вопрос: «Какие?» Он не согласен с мнением, что указанные заповеди были выбраны из-за нравственного состояния юноши, и что именно их он якобы и нарушал. О состоянии юноши, он пишет, ничего не известно, и по тону рассказа нельзя предполагать, чтобы юноша совершал такие грехи, как убийство, лжесвидетельство и т. д. Такой человек просто не мог бы быть начальником. Также выбор заповедей не мог быть случайным, а значит, заключает Лопухин, остаётся одно: юноша особо тщательно старался соблюдать именно указанные заповеди. Ответ Христа был, таким образом, специально подобран, чтобы не сообщить юноше ничего нового относительно ветхозаветного закона. Это подтверждается его заявлением, что он всё это «сохранил».
Лопухин далее замечает, что Христос не назвал богатство злом и не потребовал отречения от него, даже больше, что для спасения нужно только соблюдение указанных заповедей. Однако, дальше он поясняет про градации, степени исполнения одной о той же заповеди, и что Христос призвал юношу к высшей степени исполнения заповеди о любви к ближнему (из 19 стиха по Матфею). А она предполагает, что человек из желания облегчить страдания ближних, раздаёт им своё имущество. То есть юноше, заявившему, что он «сохранил» «всё это», в том числе и любовь к ближнему, от юности своей, желавшему быть совершенным, предложен совершенный вариант исполнения заповеди любви.
Фраза «не обижай», присутствующая только у Марка, как пишет Лопухин, представляет собой краткое изложение десятой заповеди. Фраза «одного тебе не достаёт», отсутствующая у Матфея не относится к продаже имущества, раздаче нищим и последованию за Христом, так как это три дела. Она означает покаяние, обращение, несение креста, однако же слов «взяв крест», пишет Лопухин, нет в некоторых кодексах.

## Притча о верблюде и игольном ушке

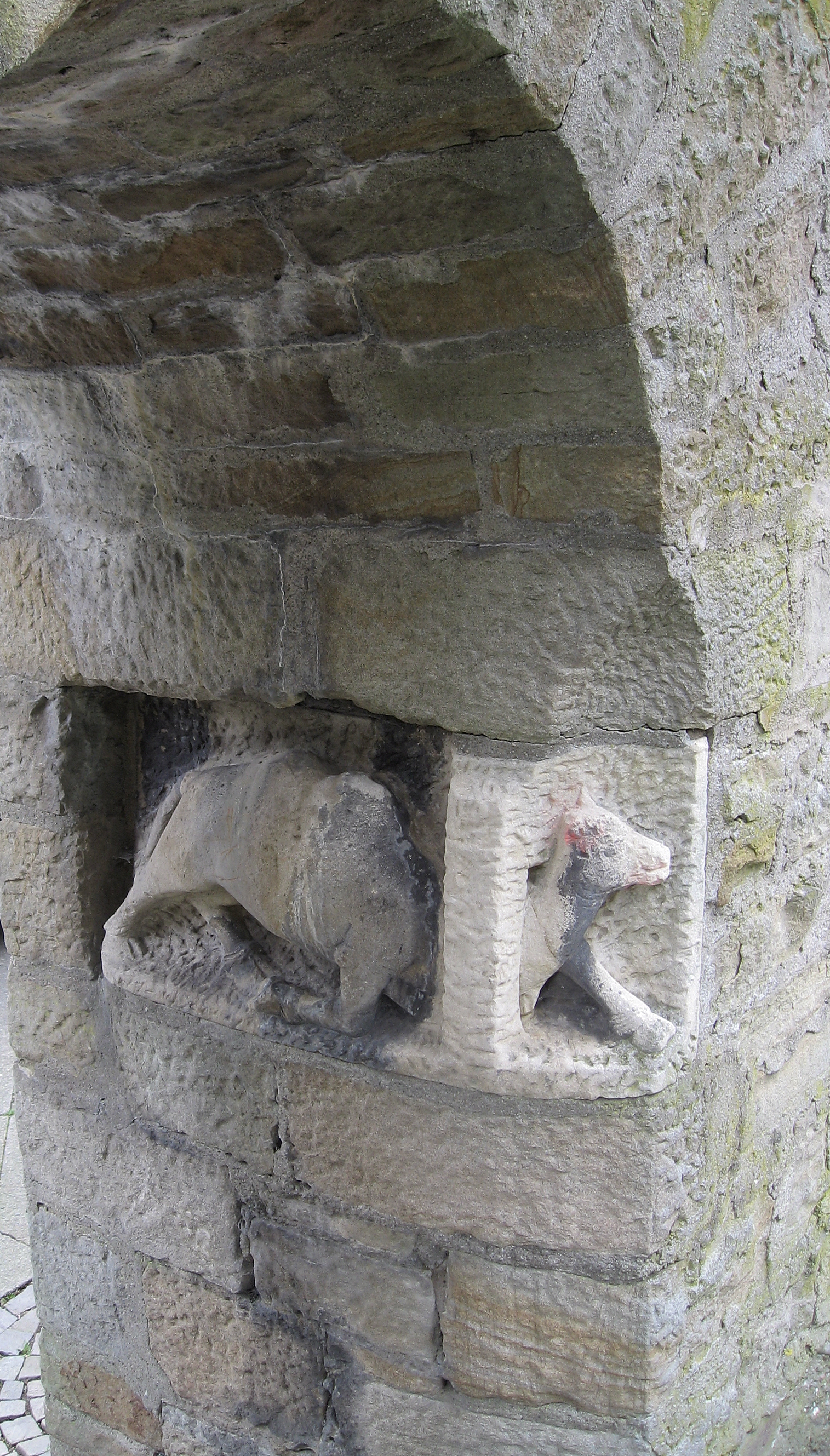
Верблюд из притчи на портале церкви святого Бонифация в Дортмунде.

«Удобнее верблюду пройти сквозь игольные уши, нежели богатому войти в Царствие Божие». (Мк. 10:25)

### Толкование
Толкование этого фрагмента достаточно очевидно, и многие толкователи сходятся на нём с небольшими вариациями. Суть в том, что богатому человеку невозможно войти в Царствие Божие по причине его богатства, и, чтобы войти, надо от богатства отказаться. Так, Святитель Иннокентий выразил мысль прямо, что христиане не должны стремиться разбогатеть, а лишь довольствоваться «тем, что Бог нам послал». Феофилакт пишет, что проблема здесь не столько в богатстве как таковом, сколько в неравенстве, то есть в отсутствии такого же богатства у других людей. В параллельном толковании он разъясняет, что не богатство само по себе зло, а «берегущие его злы», то есть надо не просто иметь его, а употреблять на пользу.
Так же и Иоанн Златоуст  порицает отнюдь не богатство, «но тех, которые пристрастились к нему», то есть любостяжателей. Согласно Златоусту толкует и Александр Мень. Лопухин также цитирует Златоуста и явно пишет, то многие богатые бывают лучшими христинами, чем бедные, поэтому не в богатстве дело, а в «отношении людей богатых ко Христу и Евангелию».
В толковании на Марка Лопухин замечает, что в некоторых кодексах фраза «надеющимся на богатство» отсутствует, то есть достижение царства небесного трудно для всех. В толковании на Матфея он считает наиболее вероятным объяснением правильный взгляд на богатство, то есть расстановку приоритетов. Богачу, который ставит на первое место служение маммоне, а служение Богу на последнем, или даже вовсе этого не делает, такому трудно войти в царство небесное.
Василий Кинешемский так же пишет, что «Господь осуждает любовь и привязанность к богатству, осуждает тех, кто отдает сердце свое золотому кумиру и надеется на богатство более, чем на Бога». Он опровергает мнение об обязательной бедности, приводя в качестве контрпримера ветхозаветных патриархов. Также он опровергает ещё одно крайнее мнение, что якобы не должно быть частной собственности вообще, что христиане должны иметь всё общее, как это было в первых общинах.

### Образы

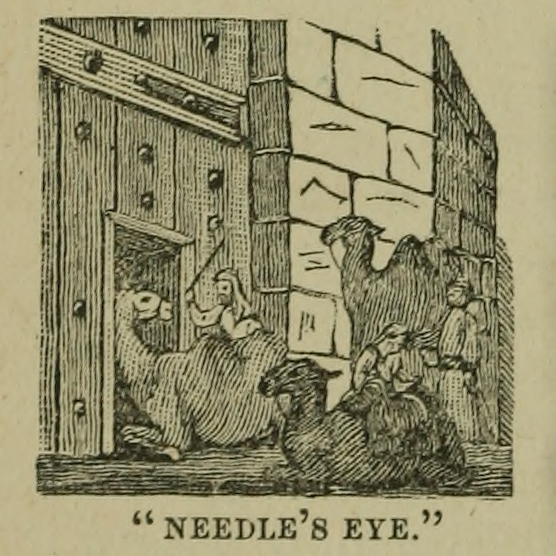
Иллюстрация в Евангелию от Марка, 1881.

Образ верблюда и игольных ушей применён для усиления ощущения невозможности с одной стороны, и для указания решения проблемы с другой. Так, архиепископ Лука выразил мнение, что «богатый, не расстающийся со своим богатством среди окружающей его нищеты и бедствий, не расточающий своего богатства на помощь погибающим, за немилосердие своё противен Богу и потому закрыт ему доступ в Царствие Божие».
Есть ещё несколько объяснений природы образов. Феофилакт преподносит мнение, что некоторые под словом «верблюд» понимали не животное, а толстый канат, который использовали моряки при бросании якорей. Архиепископ Аверкий пишет то же и добавляет, что канат этот был сделан из верблюжей шерсти. Современный протестантский богослов Дерек Принс в своей книге излагает мнение, что «игольные уши» — старое неофициальное название маленькой калитки в Яффских воротах Иерусалима. Эти ворота запирались на ночь, и путник, пришедший после закрытия мог попасть в город только через эту калитку. Она же была настолько маленькая, что верблюд мог еле-еле пролезть только без груза и подогнув лапы, как бы на коленях. То есть человек должен избавиться от своего багажа и отбросить гордость, чтобы войти в Царствие Божие.
Лопухин считает версию про ворота «вообще ошибочной», а про канат ещё менее вероятной, так как слово, обозначающее канат в греческом подлиннике, является очень редким, почти несуществующим. Он приводит несколько различных объяснений выражения, например объяснение Ляйтфута, что это была переделка пословицы, встречающейся в Талмуде и обозначающей некоторую трудность. Как он пишет, подобные выражения есть в Коране и так же в Индии, где в ходу похожая поговорка о слоне, проходящем через маленькую дверь.
Интересно, что существует раскопанный в 1883 году на территории Иерусалима фрагмент стены возле Судных Врат с узким проходом в форме игольного ушка. Вокруг раскопанного фрагмента была построена церковь, входящая в Александровское подворье.

## Возможность исполнения
«Человекам это невозможно», если рассуждать по-человечески. Этим архиепископ Лука объясняет удивление апостолов. Богатство у древних евреев, как он пишет, являлось общественно одобряемым, поэтому слова Христа и вызвали такое удивление. Феофилакт же имеет мнение, что апостолы удивлялись не от себя, но как бы от заботы обо всех людях, так как сами не были богаты. Аналогично изъясняет Златоуст: «Оттого, что имели слишком сильную любовь ко всему человечеству, и уже принимая на себя должность его учителей, страшились за других, за спасение всех людей». В другом толковании Феофилакт пишет, играя формулировками, что богатому действительно невозможно спастись, хотя бы он и раздал всё имение, потому что после этого он формально перестанет быть богатым и, если и спасётся, то уже будучи бедным, то есть правильно распорядившись богатством, как умный домопровитель.
«Всё возможно Богу» означает, что Бог может и богатого направить на путь спасения, но при этом, толкуя эту фразу шире, под словом «всё» нельзя понимать грех, так как «всё» здесь, как пишет Феофилакт, — это всё существенное, а грех является несущественным, недеятельным, то есть принадлежность не силы, а немощи. Златоуст же толкует эту фразу как побуждение слушателей к скорейшим действиям.
Митрополит Филарет указал, что сомнения в возможности исполнения заповедей имеют причину в маловерии, хотя и кажутся основанными на здравом рассуждении о том, что если бы все богатые раздали бы свои богатства, то все сделались бы бедными и мир в целом бы оскудел. На это он замечает, что нет такого количества нищих, и, накормив страждущих, богатые остались бы богатыми. Также он воодушевляет боящихся остаться без пропитания и считающих, что только чудо может их накормить, и обличает не стремящихся к совершенству из-за ложной скромности и тем оправдывающих свои богатства. Он приводит цитату: «Будь совершен» (Быт. 17:1), сказанную Аврааму Богом, и замечает, что Авраам тем не менее обладал многими богатствами (Быт. 13:2).

## Вопрос Петра
Вопрос Петра, что же будет им, апостолам, и ответ Христа Феофилакт считает утешением для всех бедняков, чтобы и они, отказавшись от малого, имели надежду, потому что, как он считает, у бедных большее пристрастие к малому, нежели у богатых к большому. Этот ответ также имеет цель установить приоритет божественного над земным, так как от проповеди Евангелия «имела возгореться брань между людьми», и чтобы люди не боялись оставить дом и семью.
При этом, по словам Феофилакта, Бог не требует непременно разлучаться с домашними или убивать своё тело и душу. Архиепископ Лука же приводит в пример преподобного Антония Великого, услышавшего однажды в храме это евангельское чтение, раздавшего всё имение нищим и ушедшего после этого в дикую африканскую пустыню для совершения монашеских подвигов.
Златоуст разъясняет возможное недоумение читателя, как же Пётр, будучи бедным рыбаком, «оставихом вся». Он поясняет, что нужно было разъяснить, чтобы ни у кого не возникло мысли, что оставление богатства есть вещь необходимая, и что бедный человек, не оставив несуществующего у него богатства, якобы не может спастись. Но чтобы эти слова звучали не из уст ученика, а самого Христа, этот вопрос и был задан. Сам же Пётр знал свою участь заранее.
Слово «пакибытие», по Лопухину, свидетельствует о непременном наступлении нового существования людей в том или ином виде. Он указывает, что это слово (в греч. παλινγενεσια) употреблено только два раза в Новом Завете: здесь и в Тит. 3, 5. Слова «сядет», «сядете», «судить», а также выражение «судить двенадцать колен Израилевых» по его мнению, образные, их нельзя понимать буквально. Более того, это было бы несогласно с собственными действиями и учением Христа.
Златоуст же сравнивает эти слова про осуждение двенадцати колен со словами Христа про царицу Южную и ниневитян в том смысле, что это осуждение сравнением с уверовавшими, то есть само существование верующих уже будет осуждением для тех, кто не поверил.

41Ниневитяне восстанут на суд с родом сим и осудят его, ибо они покаялись от проповеди Иониной; и вот, здесь больше Ионы.
42Царица южная восстанет на суд с родом сим и осудит его, ибо она приходила от пределов земли послушать мудрости Соломоновой; и вот, здесь больше Соломона.— Мф. 12:41—42
Не уверовавшие иудеи не смогут оправдаться тем, что закон запрещал им верить Христу, так как апостолы были из их числа, вели такой же образ жизни, имели тот же закон, а всё равно последовали за Христом. Так ещё раньше Христос указал иудеям на апостолов: «они будут вам судьями».
По поводу Иуды, будет ли и он причислен к «судьям», так как и ему были сказаны эти слова, Златоуст пишет, что Бог волен обещать награду, но волен и не дать её, если награждаемый стал недостоин.

Я обещаю награду только достойному. Вот почему и тогда, беседуя с учениками Своими, Он не без условия дал обещание; не сказал просто: вы, но присовокупил еще: шедшии по Мне, чтобы и Иуду отвергнуть, и тех, которые после имели обратиться к Нему, привлечь, — эти Его слова относились не к ученикам одним, и не к Иуде, который впоследствии времени сделался недостойным Его обещания.

Феофилакт добавляет, что Христос говорил «о тех, которые последовали за Ним до конца, а Иуда не остался таковым».
В толковании на Марка Лопухин замечает, что обетование наград на земле у того дано наиболее подробно. Он обращает внимание на фразу «среди гонений» и поясняет, что христиане должны их претерпеть — они не избавлены от преследований врагов в этом веке. Далее он разъясняет смысл земных обетований ссылками на фрагменты апостольских посланий, например, где предписано почитать старцев как отцов и т. д.

## Последние и первые
«Многие же будут первые последними, и последние первыми». Под последними Феофилакт в толковании на Матфея понимает язычников, а под первыми — иудеев. В толковании на Марка он же при рассмотрении этого фрагмента плавно переходит от вопроса Петра и под последними понимает апостолов, святых и вообще тех, кто оставил всё и последовал Христу, а под первыми — фарисеев.
Лопухин объясняет этот стих следующей за ним притчей о работниках в винограднике. Дальше, анализируя грамматику греческого подлинника, он делает вывод, что обе эти притчи составляют одно цельное повествование и поэтому должны рассматриваться вместе.
Златоуст считает, что нельзя ограничивать
эти слова «некоторыми только лицами. Они относятся ко многим и другим», например, к фарисеям. Златоуст здесь цитирует Мф. 8:11—12. Впрочем, он также объясняет эти слова последующей притчей, которая заканчивается аналогичными словами: «Так будут последние первыми, и первые последними, ибо много званых, а мало избранных» (Мф. 20:16).

## В культуре
Многие евангельские образы и идеи получили распространение в популярной культуре. Эта притча не стала исключением. Так, некоторые авторы, указывая на такое распространение евангельских идей даже в нехристианском мире, сравнивают этот евангельский фрагмент с философией Сенеки:
Он имеет великую душу, видит вокруг большие богатства и скорее слышит, нежели чувствует, что они составляют его собственность. Трудно не испортиться, будучи другом богатых; велик тот, кто среди богатств остается убогим; человек, не имеющий богатств, чувствует себя более спокойным.Нравственные письма к Луцилию, письмо XX
Притча о верблюде и игольном ушке иногда используется критиками христианства:
В средние века были крепостники, в дальнейшем — капиталисты, торговцы, банкиры; в настоящее время живут многочисленные миллионеры и миллиардеры. Среди них огромное количество набожных христиан, нередко с большим усердием афиширующих свою религиозность! И никто из них не обращает ни малейшего внимания на то, что евангелие обязывает не собирать себе сокровищ на земле, не заботиться о земных благах, что это грозит им всевозможными бедствиями на том свете, если они не пренебрегут земной суетой и не раздадут свое имущество нищим. От евангелия они не отказываются, но не боятся притчи о Лазаре, не боятся попасть в положение верблюда, которому надо пролезть в игольное ушко. У них двойная бухгалтерия: одна — для практической жизни, другая — для благочестивых размышлений, для «души» и, что самое главное, для проповеди другим людям.
Николай Бердяев в своём труде «Философия неравенства» использовал этот евангельский фрагмент для сравнения христианских идей с идеями социализма. По его словам Христос, призывая богатых оставить своё богатство, вовсе не заботился о всеобщем равенстве, а заботился о спасении богачей. Он не хотел сделать всех богатыми, так как это осложняет вход в Царствие Божие, являющееся основной целью. «Христос учил о благодатной, блаженной, божественной бедности как высшей свободе и красоте духа».
Социалисты же, напротив, не думают о внутренем человеке, о душе, о спасении, а только о материальной оболочке человека, о его мирском благополучии. Они, по словам Бердяева, завидуют богатым и хотят отобрать их богатства и передать их бедным. То есть они учат отбирать, а Христос учил отдавать. Они хотят сделать невозможными и ненужными христианские благодетели: любовь и самопожертвование. Евангельская же проповедь Христа предполагает социальное неравенство. Отсюда, заключает Бердяев, дух социализма противоположен духу Христа.
Интересно, что Лопухин также считает, что буквальное толкование притчи о верблюде и игольном ушке является «оплотом для всякого рода социалистических учений и пролетариата», то есть «тот, кто владеет каким-либо имуществом и не записался в ряды пролетариев, не может войти в царство небесное».

### Галерея

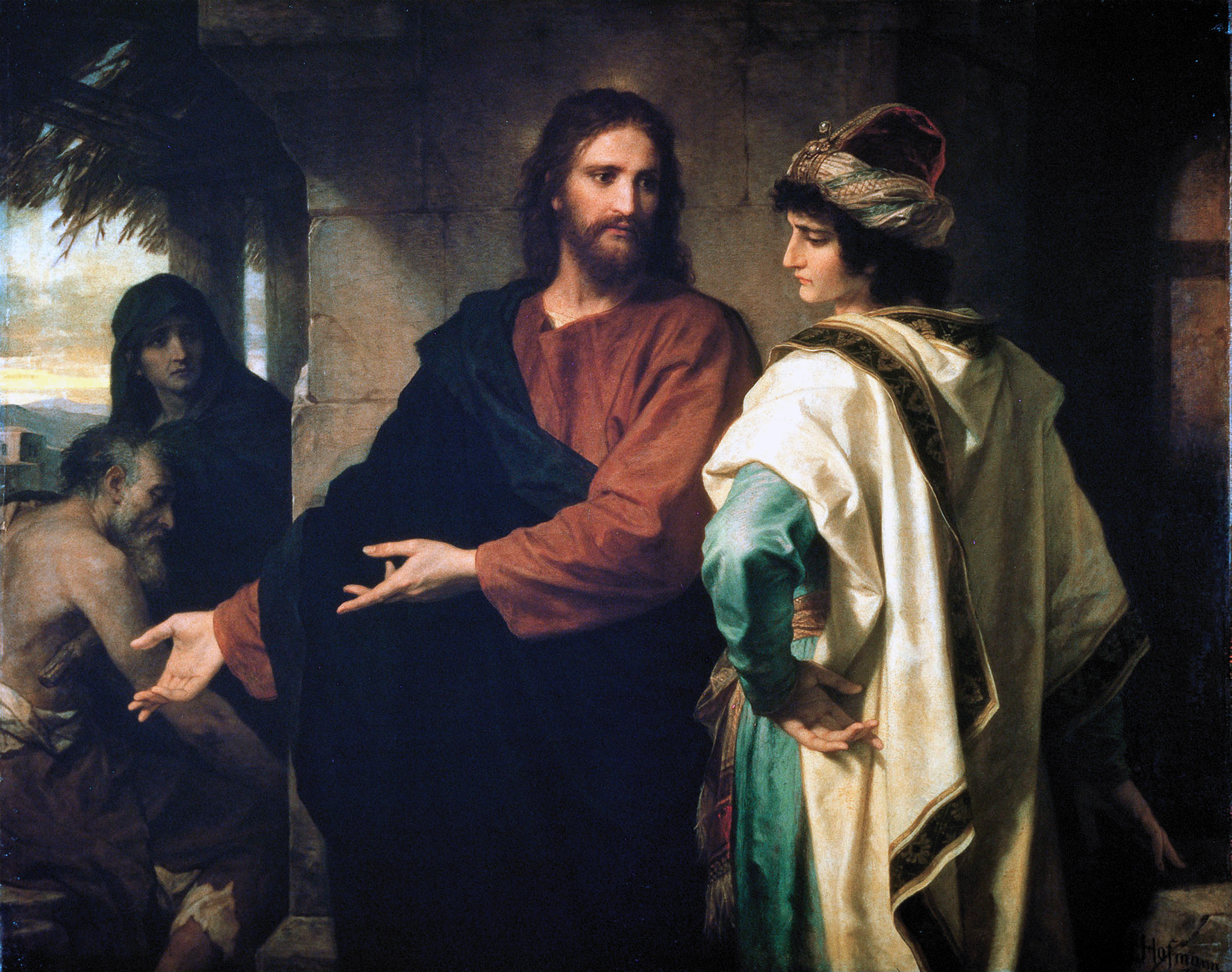
Генрих Гофман, «Христос и богатый юноша», 1889.
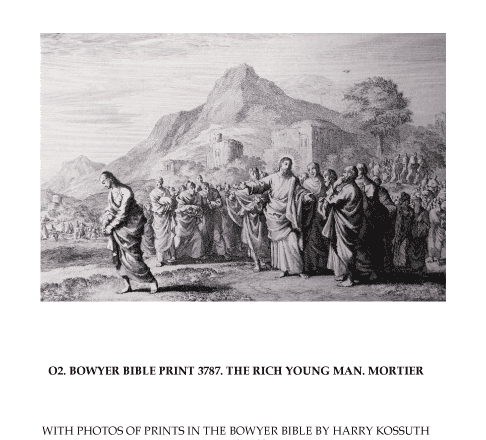
Иллюстрация из Библии Бойера, конец XVIII века.
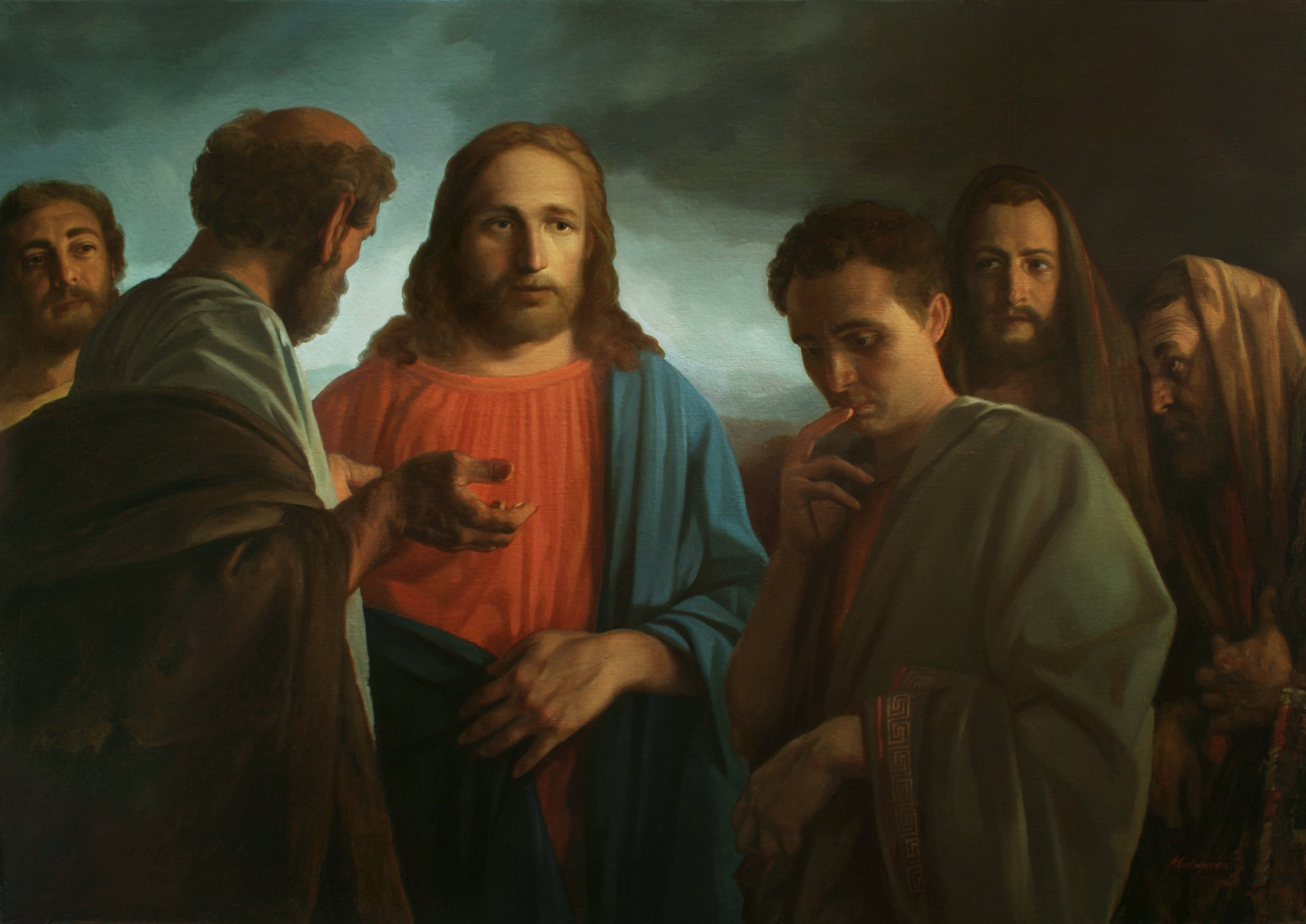
Современная версия. А. Н. Миронов, 2010.

## Дополнительный стих
Александр Мень в книге Сын человеческий приводит ещё один стих, отсутствующий в канонических Евангелиях, но, по его словам, присутствующий в так называемом Евангелии от Назарян. Этот стих следует сразу после слов Христа: «следуй за Мной».

Как можешь ты говорить, что исполнил Закон и Пророков? Ведь в Законе сказано: «люби ближнего, как самого себя», — а вот множество твоих братьев, детей Авраамовых, одеваются в жалкие лохмотья и умирают с голода, а твой дом ломится от богатства, откуда ничего не исходит для них.

### Святые отцы
- Беседы LXIII и LXIV // Творения святого отца нашего Иоанна Златоуста, архиепископа Константинопольского, в русском переводе. Том седьмой. Книга первая. — СПб.: Издание С.-Петербургской Духовной Академии, 1901. — С. 642—660. — 912 с.
- Толкование на Святое Евангелие блаженного Феофилакта Болгарского. В двух томах. Т.I. Толкования на Евангелия от Матфея и от Марка. — М.: Сибирская Благозвонница, 2014. — С. 221—226, 445—450. — 543 с. — ISBN 978-5-91362-847-3.
- Толкование на Святое Евангелие блаженного Феофилакта Болгарского. В двух томах. Т.II. Толкования на Евангелия от Луки и от Иоанна. — М.: Сибирская Благозвонница, 2014. — С. 319—323. — 959 с. — ISBN 978-5-91362-848-0.
- Блаженный Иероним Стридонский. Четыре книги толкований на Евангелие от Матфея. — Киев, 1903. — С. 191—196. — 390 с.
- Евфимий Зигабен. Толкование на Евангелие от Матфея. — СПб.: Общество святителя Василия Великого, 2000. — 227 с.
- Святой Ефрем Сирин. Творения. Том 8. — М.: Издание Свято-Троицкой Сергиевой Лавры. Издательство «Отчий дом», 1995. — С. 89, 215—233. — 362 с. — ISBN 5-7676-0008-2. (репринт 61 тома «Творений Святых отцов» издательства Императорской Московской Духовной Академии, Сергиев Посад, 1914)

### Дореволюционные российские толкователи
- Толковая Библия или комментарий на все книги Св. Писания Ветхого и Нового Завета. Том восьмой. Евангелие от Матфея. / Издание преемников А. П. Лопухина. — СПб., 1911. — С. 308—313. — 478 с.
- Толковая Библия или комментарий на все книги Св. Писания Ветхого и Нового Завета. Том девятый. Евангелия от Марка, Луки и Иоанна. / Издание преемников А. П. Лопухина. — СПб., 1912. — С. 66—67, 241—242. — 505 с.
- Сборник статей по истолковательному и назидательному чтению Четвероевангелия. Том второй / Составитель М. В. Барсов. — СПб., 1893. — С. 261—289. — 742 с.

### Советский период
- Преподобный Иустин (Попович). Толкование на Евангелие от Матфея. — Паломник, 2004. — 576 с. — ISBN 978-5-88060-229-2.
- Архиепископ Лука (Войно-Ясенецкий). «Учителю благий…» // Проповеди 1952-1954 гг. Том 3. — Симферополь: Издательство Симферопольской и Крымской Епархии, 2004.
- Архиепископ Аверкий (Таушев). Третья Пасха общественного служения Господа Иисуса Христа, Глава 53. О богатом юноше // Руководство к изучению Священного Писания Нового Завета. Четвероевангелие.
- А. Мень. Глава 5. Земная жизнь и жизнь вечная // Сын человеческий. — Брюссель: «Жизнь с Богом», 1983.
- Кинешемский Василий, священномученик. Беседы на Евангелие от Марка. — М.: Сибирская Благозвонница, 2013. — 862 с. — ISBN 978-5-91362-719-3.

### Современные авторы
- Олег Стеняев. Беседы на Евангелие от Матфея. — М.: Православное Братство «Радонеж», 2008.
- Ю. В. Серебрякова. Четвероевангелие. Учебное пособие. — М.: Издательство ПСТГУ, 2013. — С. 155—158. — 362 с. — ISBN 978-5-7429-0812-8.
- Павел Смирнов. Христос и богатый юноша. Православие.Ru (27 октября 2015). Дата обращения: 1 апреля 2018.